# Nibbiano
Nibbiano – miejscowość i gmina we Włoszech, w regionie Emilia-Romania, w prowincji Piacenza.
Według danych na rok 2004 gminę zamieszkiwało 2388 osób, 55,5 os./km².
1 stycznia 2018 gmina została zlikwidowana.